# Гошаванк
Гошава́нк (вірм. Գոշավանք), Нор Геті́к (вірм. Նոր Գետիկ) — вірменський середньовічний монастирський комплекс у селі Гош, марз (область) Тавуш, Вірменія.
Включає церкви Аствацацін (1191–1196 рр.), з гавітом (1197–1203 рр.), та Григорія (1208–1241 рр.) купольного типу залу, а також маленьку церкву Лусаворіч (1237–1241 рр.) склепінчастого типу зала, 2-поверховий будинок з книгосховищем (до 1231 р.) на 1-му поверсі і храмом, увінчаним дзвіницею-ротондою, на другому (1241–1291 рр.), кілька каплиць (у тому числі Ріпсіме, 1208 р.) та інших будівель.
Заснований Мхітаром Гошем в XII столітті. Монастир був побудований замість зруйнованого землетрусом монастиря Гетік, від якого отримав назву Нор-Гетік (вірм. Новий Гетік).
У 1950–1960 роках пам'ятники Гошаванка були реставровані. У 1972 році тут було створено історико-архітектурний музей. Після смерті Гоша монастир почали називати Гошаванк. Багато в чому завдяки учням Гоша в 1260–1266 рр. і далі, при тюркському правлінні, монастир залишався великим освітнім, духовним і ремісничим центром Середньовічної Вірменії. Серед видатних учених монастиря можна відзначити історика Кіракоса Гандзакеці. Досі збереглися багато рукописів, написаних в Гошаванку. На території монастиря — зруйнований склеп Мхітара Гоша, кладовище і майстерно зроблені хачкари. Основні споруди монастиря зведено архітектором Мхитаром. Крім нього, в джерелах згадуються зодчі Григор і Закіос.
До монастиря на цьому місці був язичницький храм, який зберігся і наразі став частиною монастирського комплексу.